# 海格立斯灣
80°5′S 78°30′W / 80.083°S 78.500°W
海格立斯灣（英語：Hercules Inlet）是南極洲的海灣，位於伊利沙伯女皇地，處於龍尼-菲爾希納冰架西南側，西面以赫里蒂奇嶺的東南坡，北面是斯凱特雷恩冰隆，現時由南極條約體系管理。